# Spinotocepheus nigromaculatus
Spinotocepheus nigromaculatus är en kvalsterart som beskrevs av Hammer 1981. Spinotocepheus nigromaculatus ingår i släktet Spinotocepheus och familjen Tetracondylidae. Inga underarter finns listade i Catalogue of Life.